# Steve Mesler
Steve Mesler (ur. 28 sierpnia 1978) – amerykański bobsleista. Złoty medalista olimpijski z Vancouver.
Bobsleistą został w 2001, wcześniej był lekkoatletą. Brał udział w IO 06. Największe sukcesy odnosił w bobie Stevena Holcomba, w 2009 zdobywając złoto mistrzostw świata w czwórkach. W następnym roku osada w identycznym składzie (Holcomb, Justin Olsen, Mesler i Curtis Tomasevicz) sięgnęła po złoty medal olimpijski. W 2004 był brązowym medalistą mistrzostw świata.